# Microcarbo coronatus
Il cormorano coronato (Microcarbo coronatus Wahlberg, 1855) è un uccello appartenente alla famiglia dei Falacrocoracidi diffuso lungo le coste sud-occidentali dell'Africa, a volte considerato una sottospecie del cormorano africano (Microcarbo africanus) e, anteriormente, considerato come la stessa specie.

## Descrizione
Il cormorano coronato misura tra i 50 e i 55 cm di lunghezza. Gli adulti presentano un piumaggio scuro dai riflessi verdastri con una piccola cresta sulla testa e una maschera rossa nella zona oculare mentre il becco, tendenzialmente giallo, diviene rosso in periodo nuziale.
I pulcini sono di colore marrone, con sfumature più scure sulla schiena e più chiare sul petto; inoltre non hanno nessuna cresta di piume sulla testa.

## Comportamento
Si alimenta di pesce e invertebrati marini che cattura in acque costiere poco profonde e tra i boschi di alghe marine. Costruisce i nidi in posizioni elevate (come rocce, alberi e strutture umane) utilizzando principalmente materiali come alghe, rametti e ossa per poi ricoprirli con alghe e piume. Raramente costruisce il nido al suolo.

## Distribuzione e habitat
Vive lungo le coste della Namibia e dell'Africa meridionale, spingendosi dalle coste di Capo Agulhas in Sudafrica fino a Swakopmund in Namibia.
La popolazione è considerata attestarsi tra le 2500 e le 2900 coppie riproduttive. Si riproducono in piccoli gruppi, tipicamente in colonie di meno di 150 esemplari. I dati ottenuti attraverso l'inanellamento dimostrano che i giovani possono disperdersi in un territorio che si estende fino ai 277km di distanza dal nido, mentre gli adulti arrivano fino ai 500km di distanza.

## Conservazione
La maggiore minaccia del cormorano coronato sono principalmente la perturbazione dell'habitat da parte dell'attività umana (pesca commerciale, perdite marine di petrolio...) e la predazione delle uova e dei pulcini da parte dei predatori, principalmente lo Zafferano meridionale e il Pellicano bianco maggiore.